# Armas Laitinen
Armas Otto Laitinen (ur. 20 listopada 1891 w Helsinkach, zm. 23 grudnia 1969 tamże) – zapaśnik reprezentujący Finlandię. Olimpijczyk ze Sztokholmu 1912, gdzie zajął szestanste miejsce w wadze lekkiej.
Drugi na mistrzostwach kraju w 1910 i 1913 roku.

## Letnie Igrzyska Olimpijskie 1912
| Konkurencja             | Rundy eliminacyjne        | Rundy eliminacyjne     | Rundy eliminacyjne  | Rundy eliminacyjne   | Klas. końcowa |
| Konkurencja             | Przeciwnik I              | Przeciwnik II          | Przeciwnik III      | Przeciwnik IV        | Miejsce       |
| ----------------------- | ------------------------- | ---------------------- | ------------------- | -------------------- | ------------- |
| 67,5 kg styl klasyczny. | Gottfrid Svensson (SWE) Z | Viktor Fischer (AUT) Z | Karel Halík (BOH) Z | Ödön Radvány (HUN) P | 16.           |